# Cadre-47/1-Europameisterschaft 1996

Logo CEB (ausrichtender Verband)

Veranstaltungsort: L’Haÿ-les-Roses

Die Cadre-47/1-Europameisterschaft 1996 war das 31. Turnier in dieser Disziplin des Karambolagebillards und fand vom 21. bis zum 25. Februar 1996 in L’Haÿ-les-Roses, im französischen Département Val-de-Marne statt. Es war die achte Cadre-47/1-Europameisterschaft in Frankreich.

## Geschichte
Im ersten Spiel der Meisterschaft verlor der Essener Martin Horn gegen  Wolfgang Zenkner mit 1:2 Sätzen. Danach folgte eine Demonstration seines Könnes. Er gewann alle Matches, wobei das Finale der Höhepunkt war. Gegen Peter de Backer siegte er mit 100:4 und 100:9 in jeweils nur einer Aufnahme. Horn ist nach Dieter Müller, Thomas Wildförster, Wolfgang Zenkner und Fabian Blondeel bereits der fünfte Deutsche der diesen Europameistertitel gewinnen konnte.

## Modus
Gespielt wurde eine Vorqualifikation mit 9 Gruppen à 3(2) Spieler, danach eine Hauptqualifikation mit 8 Gruppen à 3 Spielern. Alle Spiele bis 60 Punkte. Davon qualifizierten sich acht Spieler für das Hauptturnier. Diese acht Spieler trafen die auf die acht gesetzten Spieler. Hier gab es ein KO-System. Es wurde auf zwei Gewinnsätze à 100 Punkte gespielt. Endete ein Satz Unentschieden wurden für beide Spieler zwei Satzpunkte gewertet. Stand es nach drei Sätzen Unentschieden wurde ein Entscheidungssatz gespielt. Es wurde ohne Nachstoß gespielt, außer bei einer Partie in einer Aufnahme. Das galt wiederum nicht im Entscheidungssatz. Platz drei wurde nicht mehr ausgespielt. Bei MP-Gleichstand wird in folgender Reihenfolge gewertet:
1. MP = Matchpunkte
2. SP = Satzpunkte
3. GD = Generaldurchschnitt
4. HS = Höchstserie

## Qualifikation

### Vor-Qualifikation
| MP    | Match Points (Sieger = 2; Unentschieden = 1; Verlierer = 0) |
| Pkte. | Erzielte Karambolagen                                       |
| Aufn. | Benötigte Versuche                                          |
| GD    | Generaldurchschnitt                                         |
| BED   | Bester Einzeldurchschnitt eines Spielers                    |
| HS    | Höchstserie                                                 |
|       | Bester GD des Turniers                                      |
|       | Bester ED des Turniers                                      |
|       | Beste HS des Turniers                                       |
|       | 1. Platz (Gold)                                             |
|       | 2. Platz (Silber)                                           |
|       | 3. Platz (Bronze)                                           |

| Abschlusstabelle Gruppe A | Abschlusstabelle Gruppe A | Abschlusstabelle Gruppe A | Abschlusstabelle Gruppe A | Abschlusstabelle Gruppe A | Abschlusstabelle Gruppe A | Abschlusstabelle Gruppe A | Abschlusstabelle Gruppe A | Abschlusstabelle Gruppe A |
| Platz                     | Name                      | MP                        | SP                        | Pkte                      | Aufn.                     | GD                        | BED                       |                           |
| ------------------------- | ------------------------- | ------------------------- | ------------------------- | ------------------------- | ------------------------- | ------------------------- | ------------------------- | ------------------------- |
| 1                         | Paul Couespel             | 4:0                       | 8:0                       | 240                       | 22                        | 10,90                     | 10,90                     |                           |
| 2                         | Michael Mikkelsen         | 2:2                       | 4:4                       | 130                       | 39                        | 3,33                      | 4,28                      |                           |
| 3                         | Patrick Leroy             | 0:4                       | 0:8                       | 113                       | 37                        | 3,05                      | –                         |                           |

| Abschlusstabelle Gruppe B | Abschlusstabelle Gruppe B | Abschlusstabelle Gruppe B | Abschlusstabelle Gruppe B | Abschlusstabelle Gruppe B | Abschlusstabelle Gruppe B | Abschlusstabelle Gruppe B | Abschlusstabelle Gruppe B | Abschlusstabelle Gruppe B |
| Platz                     | Name                      | MP                        | SP                        | Pkte                      | Aufn.                     | GD                        | BED                       |                           |
| ------------------------- | ------------------------- | ------------------------- | ------------------------- | ------------------------- | ------------------------- | ------------------------- | ------------------------- | ------------------------- |
| 1                         | Jean Arnaud               | 4:0                       | 8:2                       | 244                       | 27                        | 9,03                      | 11,27                     |                           |
| 2                         | Oliver Careaux            | 2:2                       | 4:6                       | 242                       | 37                        | 6,54                      | 7,81                      |                           |
| 3                         | Armin Grimm               | 0:4                       | 4:8                       | 242                       | 32                        | 7,56                      | –                         |                           |

| Abschlusstabelle Gruppe C | Abschlusstabelle Gruppe C | Abschlusstabelle Gruppe C | Abschlusstabelle Gruppe C | Abschlusstabelle Gruppe C | Abschlusstabelle Gruppe C | Abschlusstabelle Gruppe C | Abschlusstabelle Gruppe C | Abschlusstabelle Gruppe C |
| Platz                     | Name                      | MP                        | SP                        | Pkte                      | Aufn.                     | GD                        | BED                       |                           |
| ------------------------- | ------------------------- | ------------------------- | ------------------------- | ------------------------- | ------------------------- | ------------------------- | ------------------------- | ------------------------- |
| 1                         | Patrick Dupont            | 4:0                       | 8:2                       | 245                       | 23                        | 10,65                     | 17,14                     |                           |
| 2                         | Eric Castaner             | 2:2                       | 6:4                       | 256                       | 34                        | 7,52                      | 6,66                      |                           |
| 3                         | Karl Kleedorfer           | 0:4                       | 0:8                       | 145                       | 23                        | 6,30                      | –                         |                           |

| Abschlusstabelle Gruppe D | Abschlusstabelle Gruppe D | Abschlusstabelle Gruppe D | Abschlusstabelle Gruppe D | Abschlusstabelle Gruppe D | Abschlusstabelle Gruppe D | Abschlusstabelle Gruppe D | Abschlusstabelle Gruppe D | Abschlusstabelle Gruppe D |
| Platz                     | Name                      | MP                        | SP                        | Pkte                      | Aufn.                     | GD                        | BED                       |                           |
| ------------------------- | ------------------------- | ------------------------- | ------------------------- | ------------------------- | ------------------------- | ------------------------- | ------------------------- | ------------------------- |
| 1                         | Xavier Carrer             | 4:0                       | 8:2                       | 256                       | 26                        | 9,84                      | 12,00                     |                           |
| 2                         | Patrick Niessen           | 2:2                       | 4:4                       | 218                       | 17                        | 12,82                     | 15,00                     |                           |
| 3                         | Marc Daudignac            | 0:4                       | 2:8                       | 144                       | 22                        | 6,54                      | –                         |                           |

| Abschlusstabelle Gruppe E | Abschlusstabelle Gruppe E | Abschlusstabelle Gruppe E | Abschlusstabelle Gruppe E | Abschlusstabelle Gruppe E | Abschlusstabelle Gruppe E | Abschlusstabelle Gruppe E | Abschlusstabelle Gruppe E | Abschlusstabelle Gruppe E |
| Platz                     | Name                      | MP                        | SP                        | Pkte                      | Aufn.                     | GD                        | BED                       |                           |
| ------------------------- | ------------------------- | ------------------------- | ------------------------- | ------------------------- | ------------------------- | ------------------------- | ------------------------- | ------------------------- |
| 1                         | Jérôme Galerne            | 4:0                       | 8:2                       | 284                       | 34                        | 8,35                      | 10,00                     |                           |
| 2                         | Jérémie Picart            | 2:2                       | 2:3                       | 216                       | 32                        | 6,75                      | 7,57                      |                           |
| 3                         | Freek Ottenhof            | 0:4                       | 4:8                       | 260                       | 41                        | 6,34                      | –                         |                           |

| Abschlusstabelle Gruppe F | Abschlusstabelle Gruppe F | Abschlusstabelle Gruppe F | Abschlusstabelle Gruppe F | Abschlusstabelle Gruppe F | Abschlusstabelle Gruppe F | Abschlusstabelle Gruppe F | Abschlusstabelle Gruppe F | Abschlusstabelle Gruppe F |
| Platz                     | Name                      | MP                        | SP                        | Pkte                      | Aufn.                     | GD                        | BED                       |                           |
| ------------------------- | ------------------------- | ------------------------- | ------------------------- | ------------------------- | ------------------------- | ------------------------- | ------------------------- | ------------------------- |
| 1                         | Bruno Houllier            | 4:0                       | 8:2                       | 276                       | 28                        | 9,85                      | 15,00                     |                           |
| 2                         | Gerrit de Boer            | 2:2                       | 6:4                       | 268                       | 30                        | 8,93                      | 12,00                     |                           |
| 3                         | Marek Faus                | 0:4                       | 0:8                       | 85                        | 16                        | 5,31                      | –                         |                           |

| Abschlusstabelle Gruppe G | Abschlusstabelle Gruppe G | Abschlusstabelle Gruppe G | Abschlusstabelle Gruppe G | Abschlusstabelle Gruppe G | Abschlusstabelle Gruppe G | Abschlusstabelle Gruppe G | Abschlusstabelle Gruppe G | Abschlusstabelle Gruppe G |
| Platz                     | Name                      | MP                        | SP                        | Pkte                      | Aufn.                     | GD                        | BED                       |                           |
| ------------------------- | ------------------------- | ------------------------- | ------------------------- | ------------------------- | ------------------------- | ------------------------- | ------------------------- | ------------------------- |
| 1                         | Ad Klijn                  | 4:0                       | 8:0                       | 240                       | 18                        | 13,33                     | 15,00                     |                           |
| 2                         | Christophe Duval          | 2:2                       | 2:3                       | 233                       | 25                        | 9,32                      | 9,66                      |                           |
| 3                         | Jean-Jacques Pernel       | 0:4                       | 2:8                       | 139                       | 26                        | 5,34                      | –                         |                           |

| Abschlusstabelle Gruppe H | Abschlusstabelle Gruppe H | Abschlusstabelle Gruppe H | Abschlusstabelle Gruppe H | Abschlusstabelle Gruppe H | Abschlusstabelle Gruppe H | Abschlusstabelle Gruppe H | Abschlusstabelle Gruppe H | Abschlusstabelle Gruppe H |
| Platz                     | Name                      | MP                        | SP                        | Pkte                      | Aufn.                     | GD                        | BED                       |                           |
| ------------------------- | ------------------------- | ------------------------- | ------------------------- | ------------------------- | ------------------------- | ------------------------- | ------------------------- | ------------------------- |
| 1                         | Ludger Havlik             | 2:2                       | 4:4                       | 207                       | 27                        | 7,66                      | 8,00                      |                           |
| 2                         | Fabrice Puigvert          | 2:2                       | 4:4                       | 188                       | 27                        | 6,96                      | 9,23                      |                           |

| Abschlusstabelle Gruppe I | Abschlusstabelle Gruppe I | Abschlusstabelle Gruppe I | Abschlusstabelle Gruppe I | Abschlusstabelle Gruppe I | Abschlusstabelle Gruppe I | Abschlusstabelle Gruppe I | Abschlusstabelle Gruppe I | Abschlusstabelle Gruppe I |
| Platz                     | Name                      | MP                        | SP                        | Pkte                      | Aufn.                     | GD                        | BED                       |                           |
| ------------------------- | ------------------------- | ------------------------- | ------------------------- | ------------------------- | ------------------------- | ------------------------- | ------------------------- | ------------------------- |
| 1                         | Hans Klok                 | 2:2                       | 6:4                       | 199                       | 23                        | 8,65                      | 13,33                     |                           |
| 2                         | Alain Rémond              | 2:2                       | 4:6                       | 204                       | 22                        | 9,27                      | 9,42                      |                           |

### Haupt-Qualifikation
| 1 | Jean Arnaud    | 4:0 | 8:2 | 265 | 21 | 12,61 | 13,18 |
| 2 | Michael Hikl   | 2:2 | 6:6 | 304 | 23 | 13,21 | 14,63 |
| 3 | Oliver Careaux | 0:4 | 2:8 | 161 | 20 | 8,05  | –     |

| 1 | Xavier Carrer | 4:0 | 8:2 | 295 | 20 | 14,75 | 24,00 |
| 2 | Rafael Garcia | 2:2 | 6:4 | 236 | 23 | 10,26 | 15,00 |
| 3 | Eric Castaner | 0:4 | 0:8 | 128 | 14 | 9,14  | –     |

| 1 | Jean Paul de Bruijn | 4:0 | 8:2 | 270 | 24 | 11,25 | 24,00 |
| 2 | Patrick Niessen     | 2:2 | 4:4 | 162 | 14 | 11,57 | 12,00 |
| 3 | Hans Klok           | 0:4 | 2:8 | 190 | 23 | 8,26  | –     |

| 1 | Fabian Blondeel | 4:0 | 8:2 | 255 | 20 | 12,75 | 20,00 |
| 2 | Patrick Dupont  | 2:2 | 4:4 | 160 | 8  | 20,00 | 40,00 |
| 3 | Gerrit de Boer  | 0:4 | 2:8 | 154 | 15 | 10,26 | –     |

| 1 | Michel van Silfhout | 4:0 | 8:2 | 268 | 24 | 11,16 | 20,00 |
| 2 | Bruno Houllier      | 2:2 | 4:6 | 206 | 17 | 12,11 | 12,66 |
| 3 | Jérémie Picart      | 0:4 | 4:8 | 236 | 30 | 7,86  | –     |

| 1 | Paul Couespel  | 4:0 | 8:0 | 240 | 22 | 10,90 | 10,90 |
| 2 | Ludger Havlik  | 2:2 | 4:4 | 192 | 15 | 12,80 | 24,00 |
| 3 | Brahim Djoubri | 0:4 | 0:8 | 149 | 15 | 9,93  | –     |

| 1 | Carlos Tuset     | 4:0 | 8:2 | 297 | 31 | 9,58 | 30,00 |
| 2 | Christophe Duval | 2:2 | 4:6 | 199 | 22 | 9,04 | 8,73  |
| 3 | Jérôme Galerne   | 0:4 | 4:8 | 280 | 46 | 6,08 | –     |

| 1 | Arnim Kahofer     | 4:0 | 8:0 | 240 | 11 | 21,81 | 40,00 |
| 2 | Ad Klijn          | 2:2 | 4:6 | 261 | 14 | 18,64 | 14,83 |
| 3 | Michael Mikkelsen | 0:4 | 2:8 | 166 | 19 | 8,73  | –     |

## Hauptturnier

### Gruppenphase
| Abschlusstabelle Gruppe A | Abschlusstabelle Gruppe A | Abschlusstabelle Gruppe A | Abschlusstabelle Gruppe A | Abschlusstabelle Gruppe A | Abschlusstabelle Gruppe A | Abschlusstabelle Gruppe A | Abschlusstabelle Gruppe A | Abschlusstabelle Gruppe A | Abschlusstabelle Gruppe A |
| Platz                     | Name                      | MP                        | SP                        | Pkt.                      | Aufn.                     | GD                        | BED                       | BSD                       |                           |
| ------------------------- | ------------------------- | ------------------------- | ------------------------- | ------------------------- | ------------------------- | ------------------------- | ------------------------- | ------------------------- | ------------------------- |
| 1                         | Peter de Backer           | 6:0                       | 12:0                      | 600                       | 43                        | 13,95                     | 22,22                     | 33,33                     |                           |
| 2                         | Arnim Kahofer             | 4:2                       | 8:6                       | 545                       | 37                        | 14,72                     | 22,22                     | 33,33                     |                           |
| 3                         | Carlos Tuset              | 2:4                       | 6:8                       | 614                       | 49                        | 12,53                     | 15,38                     | 33,33                     |                           |
| 4                         | Louis Edelin              | 0:6                       | 0:12                      | 409                       | 36                        | 11,36                     | –                         | –                         |                           |

| Abschlusstabelle Gruppe B | Abschlusstabelle Gruppe B | Abschlusstabelle Gruppe B | Abschlusstabelle Gruppe B | Abschlusstabelle Gruppe B | Abschlusstabelle Gruppe B | Abschlusstabelle Gruppe B | Abschlusstabelle Gruppe B | Abschlusstabelle Gruppe B | Abschlusstabelle Gruppe B |
| Platz                     | Name                      | MP                        | SP                        | Pkt.                      | Aufn.                     | GD                        | BED                       | BSD                       |                           |
| ------------------------- | ------------------------- | ------------------------- | ------------------------- | ------------------------- | ------------------------- | ------------------------- | ------------------------- | ------------------------- | ------------------------- |
| 1                         | Wolfgang Zenkner          | 6:0                       | 12:2                      | 638                       | 32                        | 19,93                     | 22,22                     | 50,00                     |                           |
| 2                         | Martin Horn               | 4:2                       | 10:4                      | 552                       | 29                        | 19,03                     | 66,66                     | 100,00                    |                           |
| 3                         | Michel van Silfhout       | 2:4                       | 4:8                       | 336                       | 24                        | 10,00                     | 15,38                     | 16,66                     |                           |
| 4                         | Paul Couespel             | 0:6                       | 0:12                      | 243                       | 35                        | 6,94                      | –                         | –                         |                           |

| Abschlusstabelle Gruppe C | Abschlusstabelle Gruppe C | Abschlusstabelle Gruppe C | Abschlusstabelle Gruppe C | Abschlusstabelle Gruppe C | Abschlusstabelle Gruppe C | Abschlusstabelle Gruppe C | Abschlusstabelle Gruppe C | Abschlusstabelle Gruppe C | Abschlusstabelle Gruppe C |
| Platz                     | Name                      | MP                        | SP                        | Pkt.                      | Aufn.                     | GD                        | BED                       | BSD                       |                           |
| ------------------------- | ------------------------- | ------------------------- | ------------------------- | ------------------------- | ------------------------- | ------------------------- | ------------------------- | ------------------------- | ------------------------- |
| 1                         | Stephan Horvath           | 6:0                       | 12:0                      | 600                       | 31                        | 19,35                     | 22,22                     | 50,00                     |                           |
| 2                         | Jean Paul de Bruijn       | 4:2                       | 8:4                       | 554                       | 32                        | 17,31                     | 33,33                     | 33,33                     |                           |
| 3                         | Xavier Carrer             | 2:4                       | 4:8                       | 434                       | 37                        | 11,72                     | 14,28                     | 16,66                     |                           |
| 4                         | Philippe Deraes           | 0:6                       | 0:12                      | 269                       | 26                        | 10,36                     | –                         | –                         |                           |

| Abschlusstabelle Gruppe D | Abschlusstabelle Gruppe D | Abschlusstabelle Gruppe D | Abschlusstabelle Gruppe D | Abschlusstabelle Gruppe D | Abschlusstabelle Gruppe D | Abschlusstabelle Gruppe D | Abschlusstabelle Gruppe D | Abschlusstabelle Gruppe D | Abschlusstabelle Gruppe D |
| Platz                     | Name                      | MP                        | SP                        | Pkt.                      | Aufn.                     | GD                        | BED                       | BSD                       |                           |
| ------------------------- | ------------------------- | ------------------------- | ------------------------- | ------------------------- | ------------------------- | ------------------------- | ------------------------- | ------------------------- | ------------------------- |
| 1                         | Marc Massé                | 6:0                       | 12:0                      | 600                       | 31                        | 19,35                     | 33,33                     | 50,00                     |                           |
| 2                         | Piet Adrichem             | 4:2                       | 8:6                       | 607                       | 32                        | 18,96                     | 25,00                     | 50,00                     |                           |
| 3                         | Fabian Blondeel           | 2:4                       | 4:8                       | 463                       | 24                        | 19,29                     | 25,00                     | 25,00                     |                           |
| 4                         | Jean Arnaud               | 0:6                       | 2:12                      | 467                       | 28                        | 16,67                     | –                         | 33,33                     |                           |

### KO-Phase
|  | Viertelfinale 2 GS à 100 Punkte | Viertelfinale 2 GS à 100 Punkte | Viertelfinale 2 GS à 100 Punkte | Viertelfinale 2 GS à 100 Punkte | Viertelfinale 2 GS à 100 Punkte | Viertelfinale 2 GS à 100 Punkte |                 |                 | Halbfinale 2 GS à 100 Punkte | Halbfinale 2 GS à 100 Punkte | Halbfinale 2 GS à 100 Punkte | Halbfinale 2 GS à 100 Punkte | Halbfinale 2 GS à 100 Punkte | Halbfinale 2 GS à 100 Punkte |    |      | Finale 2 GS à 100 Punkte | Finale 2 GS à 100 Punkte | Finale 2 GS à 100 Punkte | Finale 2 GS à 100 Punkte | Finale 2 GS à 100 Punkte | Finale 2 GS à 100 Punkte |
|  |                                 |                                 |                                 |                                 |                                 |                                 |                 |                 |                              |                              |                              |                              |                              |                              |    |      |                          |                          |                          |                          |                          |                          |
|  |                                 | MP                              | SP                              | Pkt.                            | Aufn.                           | GD                              |                 |                 |                              |                              |                              |                              |                              |                              |    |      |                          |                          |                          |                          |                          |                          |
|  |                                 | MP                              | SP                              | Pkt.                            | Aufn.                           | GD                              |                 |                 |                              |                              |                              |                              |                              |                              |    |      |                          |                          |                          |                          |                          |                          |
|  | Wolfgang Zenkner                | 0                               | 2                               | 149                             | 6                               | 24,83                           |                 |                 |                              |                              |                              |                              |                              |                              |    |      |                          |                          |                          |                          |                          |                          |
|  | Wolfgang Zenkner                | 0                               | 2                               | 149                             | 6                               | 24,83                           |                 | MP              | SP                           | Pkt.                         | Aufn.                        | GD                           |                              |                              |    |      |                          |                          |                          |                          |                          |                          |
|  | Martin Horn                     | 2                               | 4                               | 223                             | 6                               | 37,16                           |                 | MP              | SP                           | Pkt.                         | Aufn.                        | GD                           |                              |                              |    |      |                          |                          |                          |                          |                          |                          |
|  | Martin Horn                     | 2                               | 4                               | 223                             | 6                               | 37,16                           | Martin Horn     | 2               | 4                            | 229                          | 9                            | 25,44                        |                              |                              |    |      |                          |                          |                          |                          |                          |                          |
|  |                                 | MP                              | SP                              | Pkt.                            | Aufn.                           | GD                              | Martin Horn     | 2               | 4                            | 229                          | 9                            | 25,44                        |                              |                              |    |      |                          |                          |                          |                          |                          |                          |
|  |                                 | MP                              | SP                              | Pkt.                            | Aufn.                           | GD                              |                 | Stephan Horvath | 0                            | 2                            | 165                          | 8                            | 20,62                        |                              |    |      |                          |                          |                          |                          |                          |                          |
|  | Stephan Horvath                 | 2                               | 4                               | 200                             | 13                              | 15,38                           |                 | Stephan Horvath | 0                            | 2                            | 165                          | 8                            | 20,62                        |                              |    |      |                          |                          |                          |                          |                          |                          |
|  | Stephan Horvath                 | 2                               | 4                               | 200                             | 13                              | 15,38                           |                 |                 |                              |                              |                              |                              |                              | MP                           | SP | Pkt. | Aufn.                    | GD                       |                          |                          |                          |                          |
|  | Piet Adrichem                   | 0                               | 0                               | 131                             | 12                              | 10,91                           |                 |                 |                              |                              |                              |                              |                              | MP                           | SP | Pkt. | Aufn.                    | GD                       |                          |                          |                          |                          |
|  | Piet Adrichem                   | 0                               | 0                               | 131                             | 12                              | 10,91                           | Martin Horn     | 2               | 4                            | 200                          | 2                            | 100,00                       |                              |                              |    |      |                          |                          |                          |                          |                          |                          |
|  |                                 | MP                              | SP                              | Pkt.                            | Aufn.                           | GD                              | Martin Horn     | 2               | 4                            | 200                          | 2                            | 100,00                       |                              |                              |    |      |                          |                          |                          |                          |                          |                          |
|  |                                 | MP                              | SP                              | Pkt.                            | Aufn.                           | GD                              |                 | Peter de Backer | 0                            | 0                            | 13                           | 2                            | 34,83                        |                              |    |      |                          |                          |                          |                          |                          |                          |
|  | Peter de Backer                 | 2                               | 4                               | 200                             | 5                               | 40,00                           |                 | Peter de Backer | 0                            | 0                            | 13                           | 2                            | 34,83                        |                              |    |      |                          |                          |                          |                          |                          |                          |
|  | Peter de Backer                 | 2                               | 4                               | 200                             | 5                               | 40,00                           |                 | MP              | SP                           | Pkt.                         | Aufn.                        | GD                           |                              |                              |    |      |                          |                          |                          |                          |                          |                          |
|  | Jean Paul de Bruijn             | 0                               | 0                               | 69                              | 4                               | 17,25                           |                 | MP              | SP                           | Pkt.                         | Aufn.                        | GD                           |                              |                              |    |      |                          |                          |                          |                          |                          |                          |
|  | Jean Paul de Bruijn             | 0                               | 0                               | 69                              | 4                               | 17,25                           | Peter de Backer | 2               | 4                            | 200                          | 11                           | 18,18                        |                              |                              |    |      |                          |                          |                          |                          |                          |                          |
|  |                                 | MP                              | SP                              | Pkt.                            | Aufn.                           | GD                              | Peter de Backer | 2               | 4                            | 200                          | 11                           | 18,18                        |                              |                              |    |      |                          |                          |                          |                          |                          |                          |
|  |                                 | MP                              | SP                              | Pkt.                            | Aufn.                           | GD                              |                 | Marc Massé      | 0                            | 0                            | 45                           | 10                           | 4,50                         |                              |    |      |                          |                          |                          |                          |                          |                          |
|  | Marc Massé                      | 2                               | 4                               | 287                             | 13                              | 22,07                           |                 | Marc Massé      | 0                            | 0                            | 45                           | 10                           | 4,50                         |                              |    |      |                          |                          |                          |                          |                          |                          |
|  | Marc Massé                      | 2                               | 4                               | 287                             | 13                              | 22,07                           |                 |                 |                              |                              |                              |                              |                              |                              |    |      |                          |                          |                          |                          |                          |                          |
|  | Arnim Kahofer                   | 0                               | 2                               | 159                             | 12                              | 13,25                           |                 |                 |                              |                              |                              |                              |                              |                              |    |      |                          |                          |                          |                          |                          |                          |
|  | Arnim Kahofer                   | 0                               | 2                               | 159                             | 12                              | 13,25                           |                 |                 |                              |                              |                              |                              |                              |                              |    |      |                          |                          |                          |                          |                          |                          |

## Abschlusstabelle
| MP    | Match Points (Sieger = 2; Unentschieden = 1; Verlierer = 0) |
| Pkte. | Erzielte Karambolagen                                       |
| Aufn. | Benötigte Versuche                                          |
| GD    | Generaldurchschnitt                                         |
| BED   | Bester Einzeldurchschnitt eines Spielers                    |
| HS    | Höchstserie                                                 |
|       | Bester GD des Turniers                                      |
|       | Bester ED des Turniers                                      |
|       | Beste HS des Turniers                                       |
|       | 1. Platz (Gold)                                             |
|       | 2. Platz (Silber)                                           |
|       | 3. Platz (Bronze)                                           |

| Phase                                 | Platz | Name                | MP   | SP    | Pkt. | Aufn. | GD    | BED    | BSD    | HS  |
| ------------------------------------- | ----- | ------------------- | ---- | ----- | ---- | ----- | ----- | ------ | ------ | --- |
| Finale                                | 1     | Martin Horn         | 10:2 | 22:8  | 1204 | 46    | 26,17 | 100,00 | 100,00 | 100 |
| Finale                                | 2     | Peter de Backer     | 10:2 | 20:4  | 1013 | 61    | 16,60 | 40,00  | 50,00  | 100 |
| Halb- finale                          | 3     | Stephan Horvath     | 8:2  | 18:4  | 965  | 52    | 18,55 | 22,22  | 50,00  | 100 |
| Halb- finale                          | 3     | Marc Massé          | 8:2  | 16:6  | 932  | 54    | 17,25 | 33,57  | 50,00  |     |
| Viertel- finale                       | 5     | Wolfgang Zenkner    | 6:2  | 14:6  | 787  | 38    | 20,71 | 22,22  | 50,00  |     |
| Viertel- finale                       | 6     | Arnim Kahofer       | 4:4  | 10:10 | 704  | 49    | 14,36 | 22,22  | 33,33  |     |
| Viertel- finale                       | 7     | Jean Paul de Bruijn | 4:4  | 8:8   | 623  | 36    | 17,30 | 33,33  | 33,33  |     |
| Viertel- finale                       | 8     | Piet Adrichem       | 4:4  | 8:10  | 738  | 44    | 16,77 | 25,00  | 50,00  |     |
| Gruppen- phase 3.                     | 9     | Carlos Tuset        | 2:4  | 6:8   | 614  | 49    | 12,53 | 15,38  | 33,33  |     |
| Gruppen- phase 3.                     | 10    | Fabian Blondeel     | 2:4  | 4:8   | 463  | 24    | 19,29 | 25,00  | 25,00  |     |
| Gruppen- phase 3.                     | 11    | Michel van Silfhout | 2:4  | 4:8   | 336  | 24    | 10,00 | 15,38  | 16,66  |     |
| Gruppen- phase 3.                     | 12    | Xavier Carrer       | 2:4  | 4:8   | 434  | 37    | 11,72 | 14,28  | 16,66  |     |
| Gruppen- phase 4.                     | 13    | Jean Arnaud         | 0:6  | 2:12  | 467  | 28    | 16,67 | –      | 33,33  |     |
| Gruppen- phase 4.                     | 14    | Louis Edelin        | 0:6  | 0:12  | 409  | 36    | 11,36 | –      | –      |     |
| Gruppen- phase 4.                     | 15    | Philippe Deraes     | 0:6  | 0:12  | 269  | 26    | 10,36 | –      | –      |     |
| Gruppen- phase 4.                     | 16    | Paul Couespel       | 0:6  | 0:12  | 243  | 35    | 6,94  | –      | –      |     |
| Turnierdurchschnitt (Endrunde): 15,96 |       |                     |      |       |      |       |       |        |        |     |